# The Read-Through
The Read-Through je pátá epizoda druhé série amerického televizního seriálu Smash a v celkovém pořadí dvacátá epizoda tohoto seriálu. Scénář k epizodě napsala Liz Tuccillo a režíroval ji David Petrarca. Epizoda se poprvé vysílala ve Spojených státech dne 5. března 2013 na televizní stanici NBC.
V tomto díle se Julia a Peter připravují na čtenou zkoušku Bombshell, ale Julia se bojí, že mu nemůže důvěřovat, zatímco se Jimmy a Kyle připravují na neformální veřejné čtení Hit Listu. Mezitím si Ivy musí poradit s komediální filmovou hvězdou Terrym Fallsem, který ohrožuje její úspěšný broadwayský debut ve hře Liasons.
V této epizodě se objevili poprvé dvě hostující hvězdy, a to Sean Hayes v roli komediálního herce Terryho Fallse a Nikki Blonsky v roli Jerryho sekretářky Margo.

## Obsah epizody
Julia (Debra Messing) a Peter (Daniel Sunjata) horečnatě pracují na dokončení nového scénáře pro Bombshell, aby mohla proběhnout první čtená zkouška muzikálu s Eileen (Anjelica Huston), Jerrym (Michael Cristofer), Derekem (Jack Davenport) a Tomem (Christian Borle). Julia se strachuje, že nemůže Peterovi důvěřovat, že si s ní zahrává a že píše nový scénář, za který si připíše zásluhy jen on sám. Čtená zkouška muzikálu proběhne velmi dobře. Jerry si myslí, že je to úžasný scénář, ale s tímto scénářem muzikál produkovat nebude, protože si nemyslí, že příběh o Marylin, která je vyprávěna prostřednictvím mužů, by byl dobrý muzikál. Ukáže se, že to Tom cítí stejně, protože zaslal Jerrymu starší verzi scénáře, která se oběma líbila. Tom, Jerry, Julia, Peter a Derek se ohledně toho hádají a dohodnou se, že finální rozhodnutí učiní Eileen. Epizoda končí těsně před tím, než oznámí své rozhodnutí.
Karen (Katharine McPhee) a Ana (Krysta Rodriguez) se baví ohledně Kareniny přitažlivosti k Jimmymu (Jeremy Jordan) a co znamenal jejich polibek (viz předchozí epizoda). Ana řekne, že Jimmy je přitažlivý a talentovaný, ale také je hráč a navrhuje Karen, aby byl jejich vztah pouze pracovní. Karen a Ana se setkávají s Jimmym a Kylem (Andy Mientus) a navrhují jim čtenou zkoušku jejich muzikálu Hit List, na kterou pozvou své přátele. Náhle jsou věci trapné, když Jimmyho dámská noční návštěva přijde do pokoje pro kávu. Čtení se koná později ten den a účastníci neochotně řeknou Jimmymu a Kylovi, že sice písně jsou skvělé, tak dialogy jsou strašné. Poté se Kyle cítí mizerně a diskutují o tom, co dělat. Karen navrhuje, že mohou změnit scénář, aby v muzikálu byly zatím pouze písně a žádné dialogy, s čímž oba dva souhlasí a rozhodnou se připravit si čtenou zkoušku při divadelním festivalu, který se koná následující týden a navrhl jim ho Derek. Jimmy řekne Karen, že spolu budou udržovat pouze pracovní vztah, ale na Karen je vidět, že jí to moc příjemné není.
Ivy zkouší s obsazením muzikálu Liasons, když konečně (po týdenní absenci) přichází hvězda Terry Falls (Sean Hayes). Vypadá zmatený ohledně žánru představení a začne ho hrát jako komedii. Ivy si s ním jde promluvit a řekne mu, že představení je opravdu hodně dramatické. Zdá se, že to pochopil, ale na další zkoušce producent řekne, že mluvil s Terrym a řekne, že žánr by měl být trochu více komický. Nicméně Ivy svou roli hraje stále jako v dramatu, což Terryho vyděsí a uteče ze zkoušky. Terry se později Ivy zeptá, jak může cítit tak hluboce a ona se mu snaží dát radu. On navrhuje, že se chce cítit tak materiálně a emocionálně jako ona a řekne jí, že přestal brát všechny své léky, aby tak prospěl své roli a mohl to více cítit. Netřeba říkat, že je Ivy ohledně tohoto velice vyděšená.

## Seznam písní
- „Public Relations“
- „Some Boys“
- „Caught in the Storm“

## Ohlasy
Sara Brady ze serveru Television Without Pity dala epizodě hodnocení C- .

## Sledovanost
Epizodu v den vysílání sledovalo 2,68 milionů amerických diváků a získala rating 0,8/2 ve věkovém okruhu od osmnácti do čtyřiceti devíti let .